# Jakov Džoni (vaterpolist)
Jakov Džoni (albanski: Jaki Xhoni, Gjoni), brat nogometaša Hajduka Vilsona, bivši je hrvatski vaterpolist. Igrao za VK Jadran iz Splita i Genève Natation 1885 iz Švicarske i bio je najbolji strijelac “Jadrana” u njegovoj povijesti s postignutih oko 600 golova. Bio je reprezentativac Jugoslavije, za koju je odigrao stotinjak utakmica i 1971. osvojio zlatnu medalju na Mediteranskim igrama u Izmiru.